# Primera Fuerza 1909/10

Die Meistermannschaft des Reforma AC

Die Saison 1909/10 war die achte Spielzeit der in Mexiko eingeführten Fußball-Liga, die in der Anfangszeit unter dem Begriff Primera Fuerza firmierte.

## Teilnehmer
| Mannschaft            | Stadt           | Sportplatz |
| --------------------- | --------------- | --- |
| British Club          | Mexiko-Stadt    | Der British Club trug je ein Heimspiel auf dem Campo del Reforma Athletic Club II und dem Campo del México Country Club in Churubusco aus. |
| Pachuca Athletic Club | Pachuca de Soto | Campo del Velódromo |
| Popo Park Fútbol Club | Mexiko-Stadt    | Der PPFC trug zwei Heimspiele auf dem Campo del México Country Club und ein Heimspiel auf dem Campo del Reforma Athletic Club II aus.1     |
| Reforma Athletic Club | Mexiko-Stadt    | Campo del Reforma Athletic Club II, Chapultepec                                                                                            |

1 Die Angaben der Spielorte wurden dem RSSSF-Saisonartikel entnommen. Gemäß dem Libro de Oro del Fútbol Mexicano (S. 40) verfügte der PPFC über einen eigenen Sportplatz an der Calzada San Antonio Abad im Zentrum von Mexiko-Stadt.

## Veränderungen
Nachdem die vorangegangene Saison 1908/09 mit nur drei Mannschaften ausgetragen worden war, trat diesmal mit dem Popo Park Fútbol Club eine vierte Mannschaft an, die die Spielzeit mit der Vizemeisterschaft abschloss.

## Saisonverlauf
Das erste Spiel fand am 16. September 1909 zwischen dem Reforma Athletic Club und dem Pachuca Athletic Club statt und endete mit einem 3:1-Sieg des alten und neuen Meisters. Das letzte Spiel wurde am 5. Februar 1910 zwischen denselben Mannschaften bestritten und endete torlos. Im Gegensatz zur vorangegangenen Saison 1908/09, als dieselbe Begegnung für beide Mannschaften einen meisterschaftsentscheidenden Charakter hatte, standen diesmal vor dem Spiel der RAC bereits ebenso als Meister fest wie Pachuca als Tabellenletzter.

## Abschlusstabelle 1909/10
| Pl. | Verein                | Sp. | S | U | N | Tore    | Diff. | Punkte |
| --- | --------------------- | --- | - | - | - | ------- | ----- | ------ |
| 1.  | Reforma Athletic Club | 6   | 5 | 1 | 0 | 019:300 | +16   | 11:10  |
| 2.  | Popo Park Fútbol Club | 6   | 3 | 1 | 2 | 011:150 | −4    | 07:50  |
| 3.  | British Club          | 6   | 1 | 2 | 3 | 008:100 | −2    | 04:80  |
| 4.  | Pachuca Athletic Club | 6   | 0 | 2 | 4 | 008:180 | −10   | 02:10  |

## Kreuztabelle
Die Kreuztabelle stellt die Ergebnisse aller Spiele dieser Saison dar. Die Heimmannschaft ist in der linken Spalte aufgelistet und die Gastmannschaft in der obersten Reihe.
| 1909/10 | 1909/10      | RAC | PFC  | BC  | PAC |
| 01.     | Reforma AC   |     | 4:1  | 3:1 | 3:1 |
| 02.     | Popo Park FC | 0:6 |      | 1:1 | 5:2 |
| 03.     | British Club | 0:3 | Anm. |     | 3:0 |
| 04.     | Pachuca AC   | 0:0 | 2:4  | 3:3 |     |

Anm. Nachdem der British Club nicht zu seinem letzten Saisonspiel gegen den Popo Park FC angetreten war, floss die Begegnung mit einer Niederlage für den British Club und einem Sieg für den Popo Park FC in die Wertung ein. Die Torbilanz bildet nur die tatsächlich ausgetragenen Begegnungen ab.